# 1993年の香港
1993年の香港（1993ねんのホンコン）では、1993年の香港の出来事について記す。香港がイギリスの植民地になって153年目、香港の主権が中国へ返還される4年前。

## できごと

### 1月

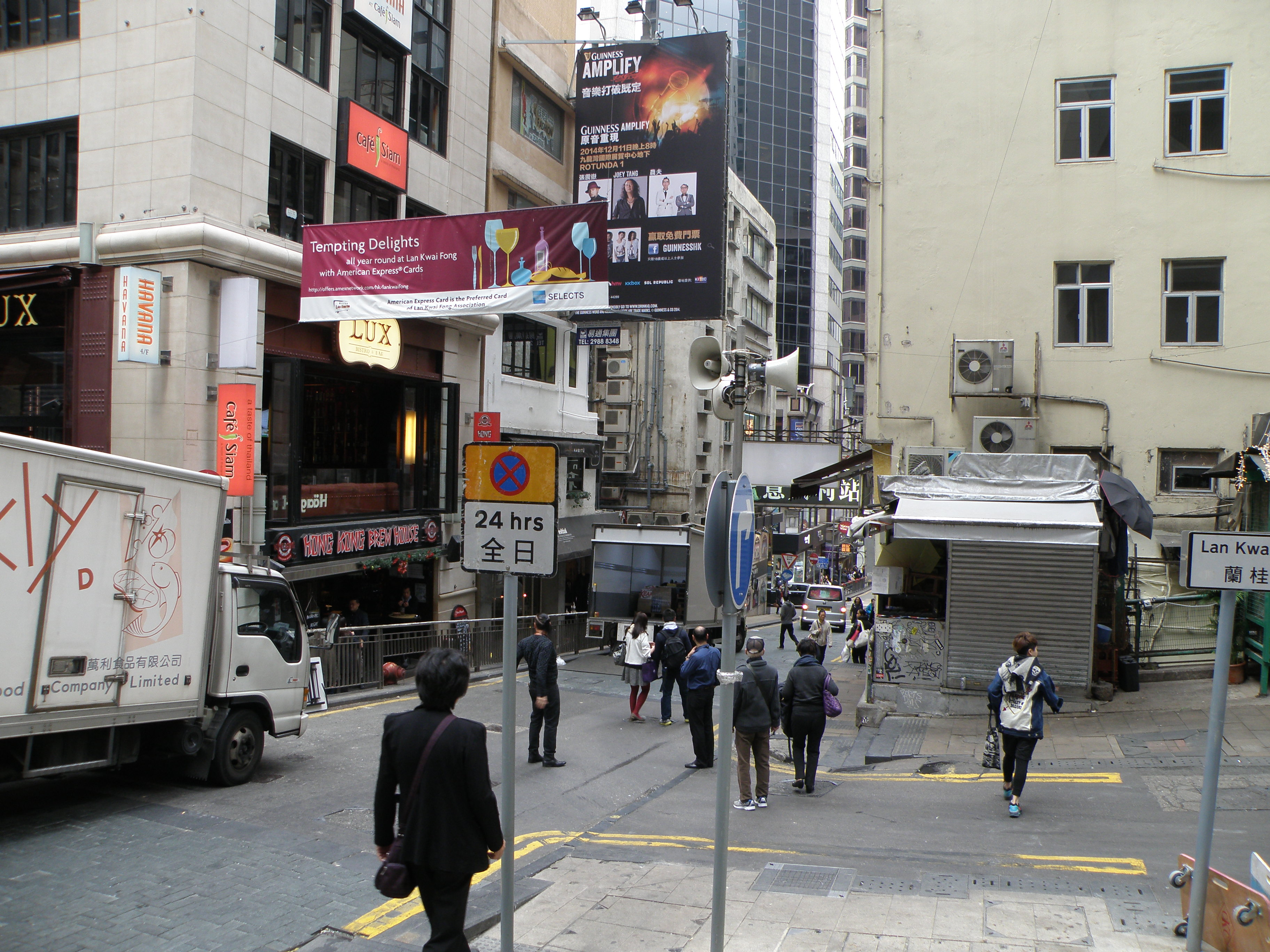
事故発生地点は徳己立街（左）と蘭桂坊（右）の境界。

- 1月1日 - 香港中心部中環の蘭桂坊で群衆が将棋倒しとなる事故が発生した[1][2]。1万人を超える人々が新年を祝うため蘭桂坊一帯に集まり、0時を迎えた瞬間群衆の中で押し合いが生じ、午前0時過ぎ、転倒して下敷きとなる人が続出、結局21人死亡、62人重軽傷負の大惨事となった。死者は年齢15～30歳の若者で、内1名は病院で5日間治療受けた後死亡。日本人の死者1名を含む多くの外国人が死傷したため、国際メディアが大きく報道した。
- 1月6日 - 武装した3人組の強盗が旺角信和中心の謝瑞麟ジュエリー株式会社に押し入り[3][4]、総額3百万香港ドルの金品を奪ったうえ、居合わせた1名の女性客を射殺、さらに駆け付けた警官隊にも発砲して1名を負傷させた。警察側も応戦して強盗の内1名を射殺したが残り2名は逃亡した。強盗グループは大型の銃器AK-47を使用していた。
- 1月10日 - 軽便鉄道の天水囲支線が開通、香港総督は開通式を主宰した。
- 1月13日:
  - キャセイパシフィック航空の客室乗務員らが、職務規定違反を理由に3人を解雇したことに反発し1月30日まで17日間にわたるストライキに入った。今回のストライキは2億香港ドルの損失となった。
  - 立法局は香港総督の政治改革法案を撤回要求する動議を否決した。
- 1月26日 - 香港政庁布政司霍徳はスイスのダボスで開かれた世界経済フォーラム年次総会に参加した。
- 1月30日 - 屯門の青山公路で2階建てバスが横転し負傷者53名。[5]
- イギリス政府の文書館は日本占領時期の香港の機密文書を公開した。

### 2月
- 2月2日 - 行政局は香港総督の政治改革法案を通じて草案の方式で立法局の審議に提出した。
- 2月4日 - 香港総督のクリス・パッテンはメアリー病院に入院、心臓の血管拡張手術を受けて翌日退院した。
- 2月6日 - 香港政府は政治改革法案を中国側に提示し、中国政府の香港・マカオ担当の魯平は、もし立法局がこの法案を採択するならば、中国側は香港返還後に別に新しい立法機関を設置する旨表明した。
- 2月8日 - 広東省長の朱森林はクリス・パッテンの政治改革法案が「3つの違反、1つの対抗」なことを批判した。
- 2月14日 - 香港ハンセン株価指数が初めて6,000ポイントを超えた。
- 2月18日 - 中国国民党が香港で40年近く発行していた香港時報が廃刊となった。
- 2月19日 - 施偉賢が立法局主席に当選した。
- 2月21日 - 尖沙咀ソールズベリー道の交通事故で2人死亡、4人負傷。
- 2月25日 - 警察当局は3千万米ドルの偽札を作っていた偽造グループを検挙した。
- 2月27日 - 2番のナンバープレートがオークションにかけられ、950万香港ドルの値がついた。収益金は慈善事業に寄付された。

### 3月
- 3月3日 - 財政司の麦高楽は1993～1994年度の政府財政予算案を発表した。
- 3月5日 - 香港総督のクリス・パッテンは2日間の日程で日本を訪問した。
- 3月12日 - クリス・パッテンの政治改革修正案が発表され、香港ハンセン株価指数は30分で200ポイント余り暴落した。
- 3月15日 - カナダ東岸で貨物船が沈没し、香港人船員29人が死亡した。
- 3月17日 - 中国政府の香港・マカオ担当の魯平は記者会見を開いて、クリス・パッテン香港総督の政治改革法案について、香港の歴史上の『永遠の罪人』になると批判した。
- 3月23日 - 九竜城砦[6]の解体工事が開始された。
- 3月26日 - 沙田源禾通りで2台の2階建てバスが正面衝突事故を起こし25人負傷。[7]
- 3月31日 - 香港総督はブリュッセルとロンドンを訪問した。

### 4月
- 4月1日 - 香港金融管理局が設立された。香港政庁財政司の直接指揮のもと香港の金融政策と銀行、貨幣の監督責任を持ち中央銀行の役割を担う。初代総裁は任志剛。
- 4月2日 - クリス・パッテン総督はイギリス本国に帰って業務の進捗を報告した。
- 4月3日 - 深圳の出入国検問所でコンピュータの故障が発生、羅湖駅と紅磡駅が閉鎖されて利用者に影響が出た。
- 4月13日 - 大新銀行は永安銀行を買収した。
- 4月21日 - 立法局は死刑制度廃止を正式に可決した。（香港で最後に死刑が執行されたのは1966年11月16日）
- 4月27日 - 地下鉄で荃湾駅に向かっていた8両編成の列車が、5両目と6両目の連結部の不具合により後ろ3両を大窩口駅のトンネルに残したまま運行を続けた。車掌は列車が荃湾駅に到着した後でやっと事故に気付いた。5両目と6両目の通路には乗客いなかったため死傷者は無かった。香港地鐵有限公司は10日後に調査レポートを公表、事故原因が連結部品の経年劣化および定期検査がないために発見できなかったことを指摘した。[8]
- 4月28日 - 中国とイギリスは1994年と1995年の香港の議会選挙の手配などの政治改革の問題の第1回会合を2日間の日程で北京で再開した。

### 5月
- 5月1日 - 地下鉄、九広鉄路、軽便鉄道が揃って運賃を値上げ、値上げ幅は7.3%から9.7%。
- 5月2日 - 香港総督のクリス・パッテンが訪米、ビル・クリントンアメリカ大統領と会談した。翌日、クリントンはクリス・パッテンの政治改革法案を支持すると表明した。
- 5月12日 - イギリスのサッチャー元首相が2日間の日程で香港を訪問。
- 5月13日 - 34か所の公有地を競売にかける計画が発表された。
- 5月17日 - 30の公立の病院は8つの病院を構成してネットワーク化します。
- 5月18日 - 上海で行われていた第1回東アジア競技大会が閉幕、香港代表チームは金メダル1個・銀メダル2個・銅メダル8個を獲得した。
- 5月27日 - 午前8時50分頃、780線（中華バス、中国語：中巴）の銅鑼湾の東区走廊で2階建てバスが炎上したが負傷者は無かった。[9]

### 6月
- 6月1日 - 立法局の梁錦濠議員は選挙での収賄容疑で懲役3年の実刑判決を受けた。

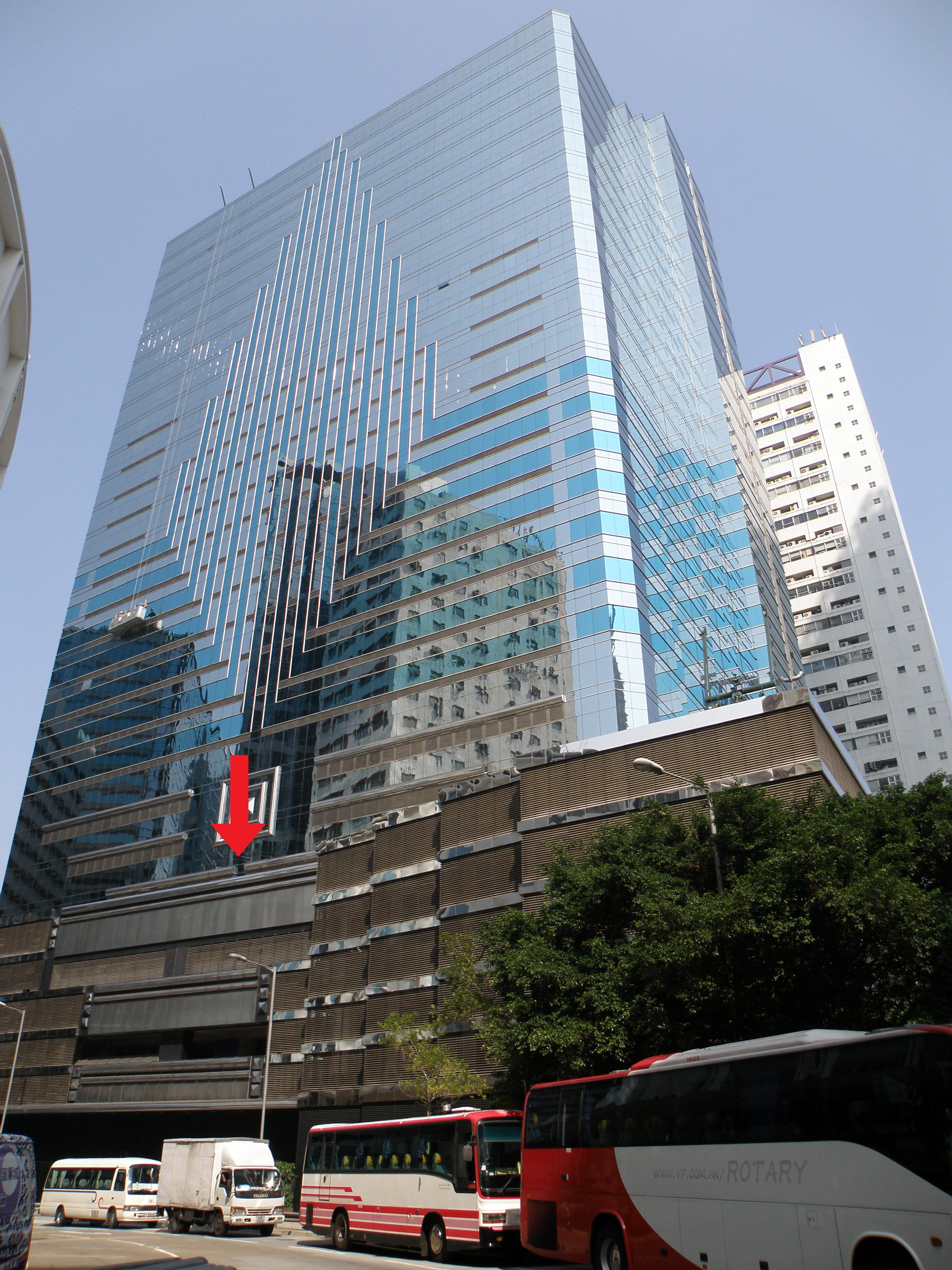
赤色の矢じりはエレベーターの墜落し大破する場所です。

- 6月2日 - 北角で香港史上二番目に悲惨な労働災害が発生した。香港中華ガス株式会社の新社屋建築工事において工事用エレベーターは20階で2人おろした後、再度上昇する際荷重超過によりコントロールを失って、3階のプラットフォームまで落下、乗っていた作業員12名は全員死亡した。[10]
- 6月3日 - 陳方安生が香港政庁布政司を代行。
- 6月4日 - 六四天安門事件の4周年記念集会が銅鑼湾ヴィクトリアパークで開催され、警察側は約1万人が出席することを予想した。哀悼大会が終わる前に、演壇の背景の板が倒壊したが、負傷者は無かった。[11]
- 6月7日 - 立法局は投票権を有する年齢の下限を18歳に引き下げた。
- 6月16日 - 象山村のバス終着駅で地すべりが発生、死者1名、負傷5名。[12]
- 6月24日:

- - 香港の有名なロックバンドのBEYONDが日本フジテレビの招待を受け入れて『ウッチャンナンチャンのやるならやらねば!』の収録に参加、バンドのリーダー黄家駒はぬれた台の上でのコントで滑って転んだ後に地面に転落、頭を強打して東京女子医科大学病院に搬送されたが意識不明の重体。このニュースは香港に伝わって大きく報道された。[14][15]
  - 界限街の老人福祉施設で放火事件が発生、2人が死亡32人が負傷した。
- 6月26日 - 親中派の香港自由党が創立、初代党首は李鵬飛。
- 6月27日 - 台風2号が香港を襲い、皇家香港天文台は8番疾強風～暴風信号[16][17]を発表した。183人負傷、新界西部と九竜西部の交通は寸断された。
- 6月30日 - 黄家駒が日本での治療の甲斐なく死亡[18][19]、ニュースはすぐに香港に伝わり、驚きと悲しみに包まれた。香港の各ラジオ放送局は直ちに通常番組を中断して、黄家駒の生前の曲を放送、テレビ局は夜のゴールデンタイムに黄家駒を追悼する特別番組を放送した[20]。

### 7月
- 7月1日: 
  - 香港電気通信管理局が設立された。
  - クリス・パッテン総督は業務の進捗を報告するため本年2度目の帰国。
- 7月2日 - 夜、黄家駒の遺体が香港に到着し、フジテレビの番組監督村上光一およびBEYONDの残り3名は香港ホテルで記者会見を行った。[21]
- 7月4日 - 香港葬儀所は霊堂を設けて黄家駒への弔問を受け付け、夜には商業放送は土瓜湾高山劇場で入場無料の追悼コンサート『永遠に家駒をしのびます』を開催した。2,600席の会場は超満員となり、ファンは極度の哀悼を表現して、泣き声は止まらなかった。[22]

- 7月5日 - 黄家駒は仏教式で出棺、多くのBEYONDファンが行列し柩の安置された霊堂に入り追悼、中では感情を抑えきれないファンが、大声で彼の名前を呼んだ。納棺の儀式は12時ごろ終了、この時霊堂の周囲には数千人のファンが取り囲み、霊柩車が葬儀所出発するときには、霊柩車に殺到して現場は混乱した[23]。警察が交通規制を敷き、遺体は埋葬される将軍澳華人永遠墓場に到着した。約500人のファンも詰めかけ[24]、大声で「彼は生きている」と唱和した。
- 7月10日 - 台風3号が香港を襲い、皇家香港天文台は1番警備信号[25]を発表した、負傷者は無かった。
- 7月11日 - フジテレビは東京・増上寺で黄家駒のために追悼会を開催した。[26]
- 7月13日 - 土瓜湾の小学校校長が女性下役を殺害して逮捕された。
- 7月25日 - 69M線（九竜バス）の天水囲の屏夏通りと洪天通りの境界で2階建てバスが横転し負傷者40名。[27]
- 7月26日 - 香港の公共プールでアメーバが検出された。

### 8月
- 8月1日 - 香港海底トンネルと香港仔トンネルで料金自動徴収システムが稼働。
- 8月3日 - 茘枝角の工場ビルで4級の大火[28]が発生。
- 8月5日 - 観塘のホテルで3級火災が発生、死者3名負傷者1名。
- 8月14日 - 東頭村のダウン症候群の資源センターが破壊された。
- 8月20日 - 台風9号が香港を襲い、天文台は本年2回目の8番疾強風～暴風信号[29]を発表した。35人負傷。
- 8月23日 - 恵州で交通事故が発生して、香港人11人が死亡。
- 8月24日 - 香港上海銀行と恒生銀行は不動産ローンを緊縮させて、転売の風潮に打撃を与えた。
- 8月25日:
  - 賭博の客船は『新しい東方の王女号』に4級の大火が発生します。
  - 台風12号が香港を襲い、皇家香港天文台は1番警備信号[29]を発表した、負傷者は無かった。
- 8月31日 - 家庭内労働者の最低の月給は3,200香港ドルから3,500元まで増加した。

### 9月
- 9月1日 - 城市バス（中国語：城巴）の経営する香港島南区の26条バス線が正式運航開始。[30]
- 9月9日 - 銃をもった5人組が尖沙咀の銀行を襲い、現場に到着した警察と銃撃戦となり警察は強盗2人を射殺、警官2人と通行人6人が負傷した。
- 9月12日 - 台風15号が広東西部に上陸して、皇家香港天文台は3日連続して1番警備信号[31]を発表した。男性1人が洪水に流され死亡。

- 9月17日 - 台風16号が広東に上陸、香港天文台は8番疾強風～暴風信号[31]を発表した、死者1人、負傷者130人、被害総額は20億香港ドルに達した。香港付近海域では多数の海難が発生して、全部で9人死亡、78人が行方不明となった。マカオ気象庁は9番全強風と暴風信号（中国語：九號風球）[33]を発表、マカオでは50人が負傷した。
- 9月22日 - 高さ374メートル地上78階、この時点でアジア最高・世界で4番目に高いセントラルプラザビルが湾仔で落成した。
- 9月24日 - 北京は2000年オリンピックの誘致に敗れ、香港株式市場は100点以上下落した。
- 9月26日 - 台風18号の影響を受けて、天文台は本年4回目の8番疾強風～暴風信号[31]を出した。9人負傷。
- 9月27日 - 李麗珊がウィンドサーフィン世界選手権でチャンピオンとなった。

### 10月
- 10月4日 - 香港消防庁は創立125周年を祝賀。
- 10月6日: 
  - クリス・パッテンは第2回施政報告を発表した。
  - ハンセン指数は初めて8,000点まで上昇した。
- 10月10日 - 香港税関は海賊版光ディスクと密輸たばこを摘発、107人を逮捕した。
- 10月12日 - 熱帯低気圧が接近し、天文台は1号警備信号[34]を発令した。負傷者は無かった。
- 10月15日 - 香港中環半山区に世界一長い屋外エスカレーターが完成、全長800メートルで全行程20分を要する。
- 10月18日 - 香港株式市場は9,000点を突破。

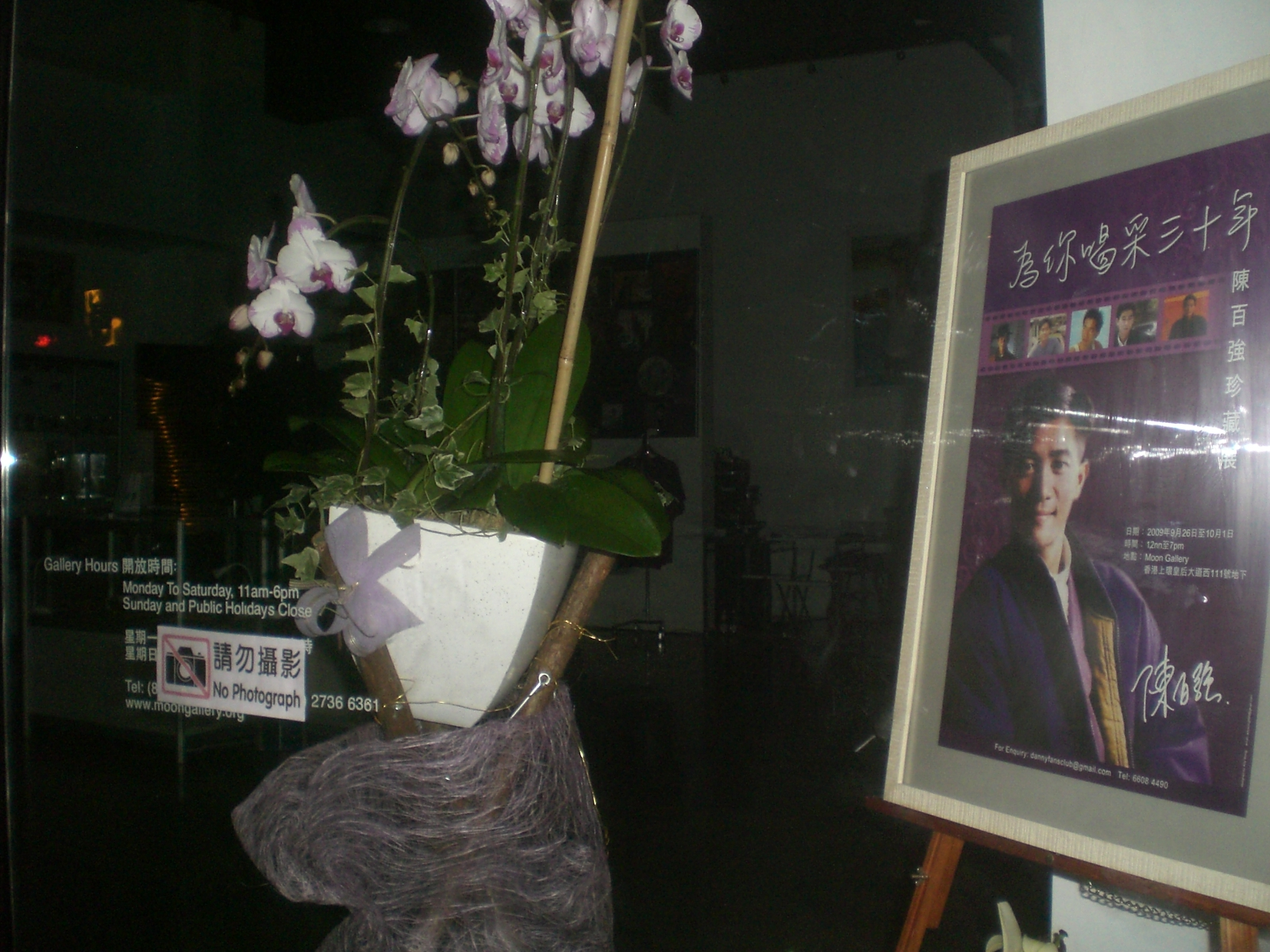
催しのは2009年に『あなたのために30年喝采します 陳百強は展を秘蔵します』。

- 10月26日 - 商業放送は湾仔エリザベス体育館で『深くあなたを愛します Danny懐かしさの哀悼コンサート』を開催、前日死去した陳百強に哀悼を捧げた。多くのファンが静かに追悼した。[35]
- 10月31日 - 香港ケーブルテレビが営業を開始、8つのチャンネルを放送。

### 11月
- 11月4日 - 台風23号が香港接近、天文台は3番雄風と強風信号[36]を出した。死者2名、負傷者30名。そのうち23人の負傷者は台風の影響で中華航空の旅客機が啓徳空港の滑走路をオーバーランして海に転落して発生した。[37]
- 11月19日 - 深圳の香港資本の工場で大火災が発生し81人が死亡、42人負傷。
- 11月21日 - 香港マフィアの頭目・「湾仔のトラ」の異名を持つ陳耀興がマカオで射殺された。
- 11月22日 - 香港そごうの銅鑼湾店が増床オープン、香港最大の売り場面積になった。
- 11月29日 - 陳方安生が華人香港政庁布政司に正式に就任した。前職の霍徳は定年退職。
- ドイツの首相ヘルムート・コールが香港を訪問した。

### 12月
- 12月2日 - 香港総督は政治改革法案を立法局に提出した。
- 12月10日:
  - 部分の政治改革の草案は正式に憲法の新聞を掲載します。
  - 香港ハンセン株価指数は初めて10,000点の大台を突破し、当日10,210点で終えた。
- 12月12日 - 香港芸能人協会が設立され、許冠文が会長に就任した。
- 12月24日 - 株式市場は持続的に活発で、ハンセン指数は11,000点を越えた。
- 12月27日 - 香港の2番目きい指名手配者の葉育生は中国大陸で逮捕されて、香港に護送して帰って裁判を受けます。
- 12月29日 - 世界最大の屋外青銅仏像、ランタオ島天壇大仏が落成した。
- 12月30日 - 旺角と慈雲山で密売されたヘロインに破傷風菌が含まれており、麻薬常用者が2ヶ月間で10名死亡する事態となった。

## 芸能界の大賞

### 香港映画金像賞（第12回）
- 最優秀映画賞 - 『籠民[38][39]』
- 最優秀監督賞 - ジェイコブ・チャン
- 最優秀主演男優賞 - レオン・カーフェイ
- 最優秀主演女優賞 - 張曼玉

### 無綫電視（1993年）
- ミス香港チャンピオン - 莫可欣
- 新秀歌の試合金賞（チャンピオン） - 張崇基、張崇徳
- 最も人気がある男性歌手 - レオン・ライ
- 最も人気がある女性歌手 - サリー・イップ
- 金曲金賞 - 『一生ただあなたについて行くだけと思っています[40]』（歌手: ジャッキー・チュン）

### 香港放送は十大中国語の金曲の授賞するコンサート（第16回）
- 最優秀男性歌手 - ジャッキー・チュン
- 最優秀女性歌手 - サリー・イップ
- 最優秀中国語（流行します）の歌曲、歌詞賞 - 『1人は夢想がひとつあります[41]』（歌手: ヴィヴィアン・ライ）
- 休止符の記念賞 - 黄家駒[42]、陳百強

### 商業放送の音楽の授賞式（1993年）
- 音楽界の男性歌手金賞 - ジャッキー・チュン
- 音楽界の女性歌手金賞 - 王菲
- 音楽界の私の最も好きな当地の作品の歌曲大賞 - 『海の幅空』[43]（歌手: 黄家駒）

## 死去
- 2月23日 - 呉楚帆[44]、華南影帝と俳優、カナダオタワで病死（1910年生）
- 5月18日 - 張鑑泉、香港立法局議員、心臓病で死去（1941年出生）
- 6月30日 - 黄家駒、ロックのシンガーソングライター。6月24日午前1時15分、ウッチャンナンチャンのやるならやらねば!（フジテレビ）の収録中、約3メートルの高さの台から転落して頭を強打、意識不明となった。6月30日午後4時15分、東京女子医科大学病院での治療の甲斐なく31歳で死去した。（1962年6月10日出生）
- 8月25日 - 羅蘭士·嘉道理、かつて香港1位の富豪だった、病死（1899年6月2日出生）
- 10月15日 - 余綺霞、テレビ芸能人、咽頭癌死去（1957年出生）
- 10月25日 - 陳百強、香港の歌手、1992年5月18日に薬物の過剰摂取により意識不明になってメアリー病院に運ばれ、17ヶ月間人事不省になった後に脳衰弱のため死去（1958年9月7日生）